# Rumeln-Kaldenhausen

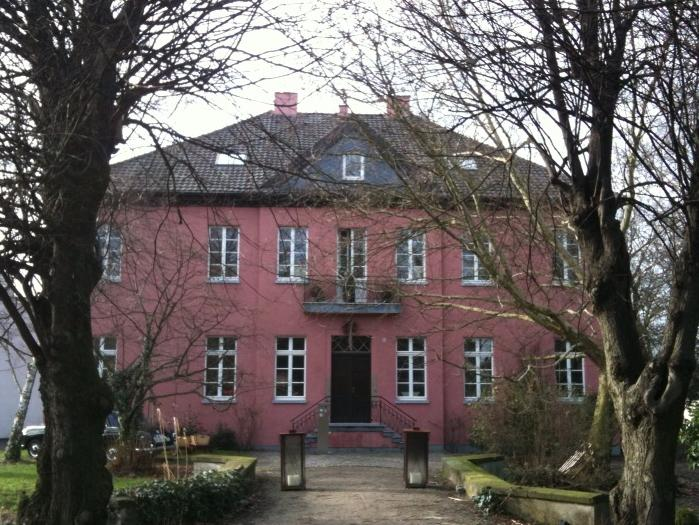
Haus Kaldenhausen

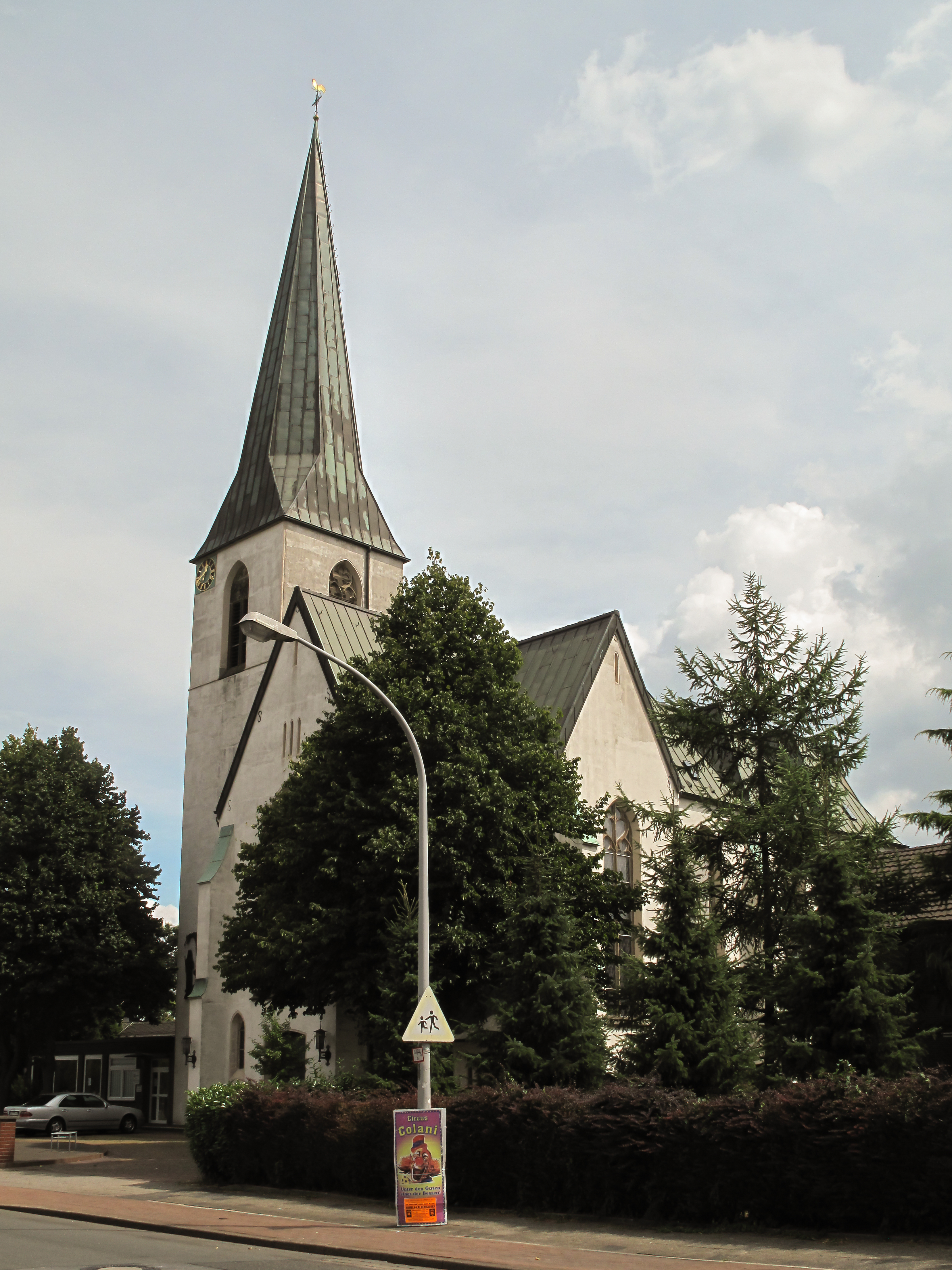
Kaldenhausen, Sankt Klara Kirche

Flagge von Rumeln-Kaldenhausen

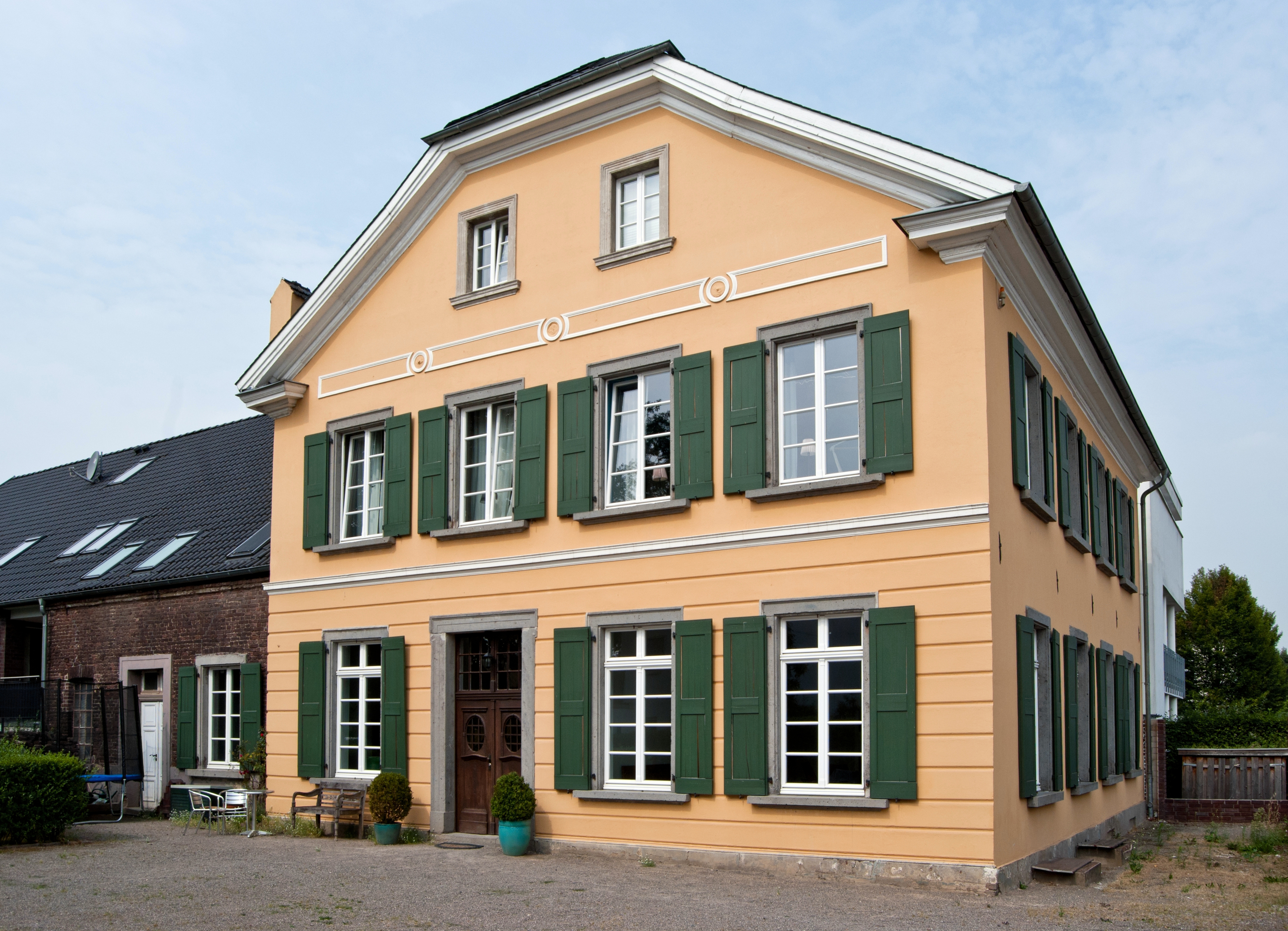
Ten Needens Hof, Rumeln

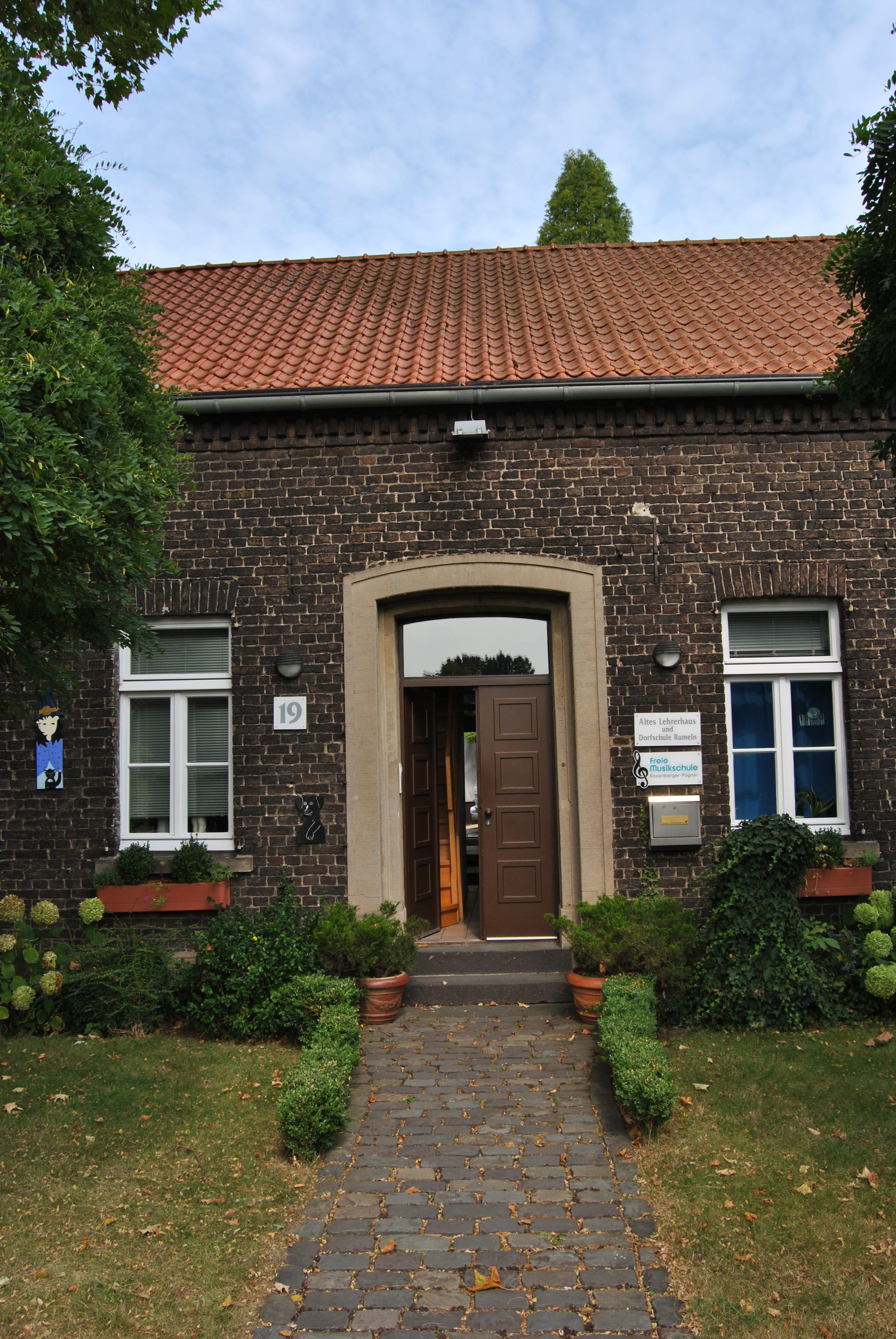
Dorfschule Rumeln

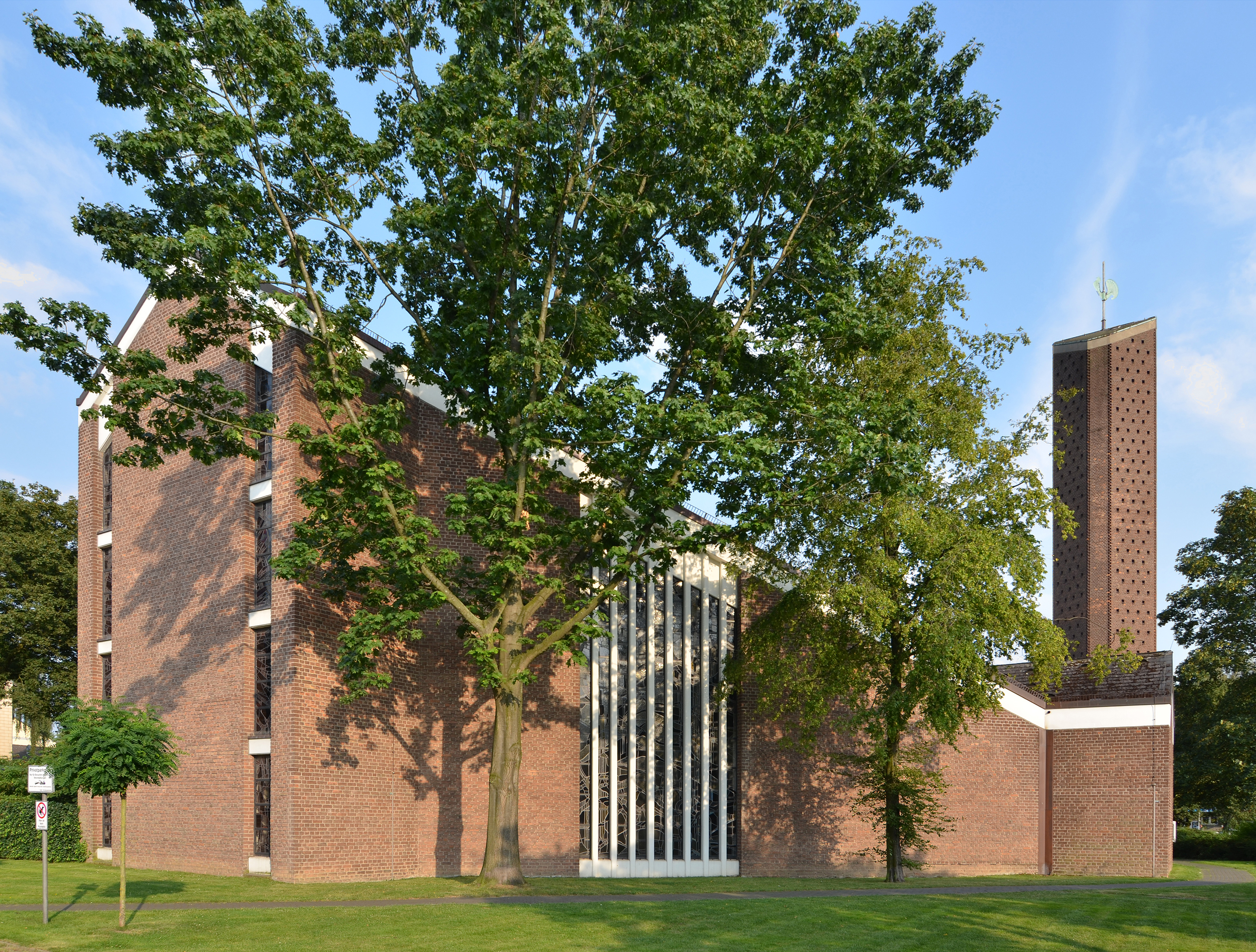
Pfarrkirche St. Marien, Rumeln

Rumeln-Kaldenhausen ist der westlichste Stadtteil von Duisburg. Rumeln-Kaldenhausen hat 17.010 Einwohner (Stand: 31. Dezember 2023) und gehört zum linksrheinischen Duisburger Stadtbezirk Rheinhausen.

## Geografie
Rumeln-Kaldenhausen liegt im Südwesten von Duisburg, an den Stadtgrenzen zur Stadt Moers im Kreis Wesel (Stadtteile Schwafheim und Kapellen) und der Stadt Krefeld (Uerdingen).

## Geschichte
Die erste urkundliche Erwähnung Rumelns erfolgt 898 in den „Werdener Urbaren“. 1472 wurde das Kloster Marienfelde gegründet, das nicht mehr erhalten ist.
Rumeln gehörte seit 1392 zur Grafschaft Moers (vorher Herren zu Friemersheim). Als die Reformation in der Grafschaft Eingang fand, bekannte sich Friemersheim 1547 zum neuen Glauben. Da Rumeln zur Kirchengemeinde Friemersheim gehörte, nahm man auch hier nach und nach die neue Lehre an. 1712 erfolgte die Angliederung an Preußen im Rahmen einer längeren Zeit strittigen Erbfolge. Hohenbudberg-Kaldenhausen (westlich der Düsseldorfer Straße) gehörte zum katholischen Kurfürstentum Köln.
1794 wurde Rumeln (und Kaldenhausen) Teil der neu gegründeten Bürgermeisterei Friemersheim (bis 1814 unter den französischen Landesherrn im Roerdepartement). 1815 wurde auf dem Wiener Kongress das Gebiet des späteren Landkreises Moers, und damit auch Rumeln Preußen zugeschlagen.
Im Zuge der Preußischen Verwaltungsorganisation wurde am 23. April 1816 zunächst der Kreis Rheinberg als einer von über 40 Landkreisen der Provinz Jülich-Kleve-Berg – der späteren Rheinprovinz – neugebildet, aber schon 1823 mit dem Kreis Geldern vereinigt. Dieser Zusammenschluss wurde 1857 wieder rückgängig gemacht. Der Sitz des neuen Landkreises wurde von Rheinberg nach Moers verlegt und der Name entsprechend in Kreis Moers geändert. Gleichzeitig wurde die Bürgermeisterei Friemersheim aus dem Kreis Krefeld in den Kreis Moers umgegliedert.
Ende des 18. Jahrhunderts umfasste das Amt Uerdingen die Honschaften Verberg, Rath, Vennikel und Hohenbudberg mit der Hälfte des Dorfes Kaldenhausen sowie vier Adelssitze. Seit dem 19. Jahrhundert gehörten die beiden Gemeinden Hohenbudberg-Kaldenhausen und Rumeln zur Bürgermeisterei Friemersheim (ab 1923 Bürgermeisterei Rheinhausen). 1927 wurde der Südteil der Gemeinde Hohenbudberg-Kaldenhausen, bestehend aus dem sogenannten Hagschinkel und Hohenbudberg, nach Uerdingen im damaligen Kreis Krefeld umgemeindet. Der Rest der Gemeinde Hohenbudberg-Kaldenhausen verblieb als Gemeinde Kaldenhausen in der Bürgermeisterei Rheinhausen. Die Bürgermeisterei Rheinhausen wurde seit dem 1. Januar 1928 als Amt Rheinhausen bezeichnet.
Am 1. Juli 1934 erfolgte der Zusammenschluss von Rumeln und Kaldenhausen zur amtsfreien Gemeinde Rumeln, die mit Wirkung vom 2. August 1950 in Rumeln-Kaldenhausen umbenannt wurde. Letzteres ging auf eine Eingabe von Kaldenhauser Bürgern an die britische Militärregierung vom 15. November 1946 zurück. Die Gemeinde gehörte bis 1974 zum Kreis Moers.
Am 1. Januar 1975 wurde Rumeln-Kaldenhausen als kreisangehörige Gemeinde gemeinsam mit Rheinhausen, Homberg, Walsum und dem Ortsteil Baerl der kreisangehörigen Gemeinde Rheinkamp in die Stadt Duisburg eingegliedert. Rheinhausen und Rumeln-Kaldenhausen bilden seitdem gemeinsam den Stadtbezirk Rheinhausen.
Ortsvorsteher bzw. Bürgermeister waren:
- 1904–30. Juni 1934 Dietrich Bonert, Ortsvorsteher von Rumeln
- 1. Juli 1934–31. März 1941 Dietrich Bonert, Bürgermeister von Rumeln
- 1. April 1941–13. Februar 1946 Arnold Schroer, dito
- 14. Februar 1946–25. September 1946 Johannes Kother, dito
- 26. September 1946–8. November 1948 Fritz Gläser, dito
- 9. November 1948–19. November 1952 Gottfried Wittfeld, dito, ab 1950 Bürgermeister von Rumeln-Kaldenhausen
- 20. November 1952–10. November 1954 Konrad Bruhns, dito
- 11. November 1954–29. März 1961 Hermann Krawinkel, dito
- 30. März 1961–31. Dezember 1974 Edmund Pilarczyk, dito

## Religion
Auf Rumelner Gebiet gibt es im Bereich der Kloster- und Marienstraße einige wenige Relikte des ehemaligen Klosters Marienfelde. Es war 1472 gegründet worden, wurde 1642 während des Dreißigjährigen Krieges von brandschatzenden französischen und hessischen Truppen zerstört, einige Jahre danach aber neu aufgebaut. Rumeln wurde mit der Reformation in der Grafschaft Moers um 1560 evangelisch; zunächst lutherisch, ab 1581 calvinistisch. Nur Kaldenhausen blieb katholisch; die Konfessionsgrenze verlief in etwa in Höhe des Rumelner Rathauses in Ost-West-Richtung. Das Kloster bestand fort bis zur Säkularisation der linksrheinischen Gebiete seitens der französischen Besatzungstruppen im Jahre 1803. Der Abriss des Gebäudes erfolgte 1891.
In Rumeln-Kaldenhausen gibt es derzeit:
- eine evangelische Kirchengemeinde
- die kath. Kirchengemeinden St. Marien (Rumeln) und St. Klara (Kaldenhausen)
- Fatih Moschee (Rumeln)

## Das Wappen
Das Wappen, das die Gemeinde aufgrund einer Genehmigung des Innenministers NRW vom 28. Januar 1958 an führte, symbolisiert die Vereinigung der beiden früheren Einzelgemeinden Rumeln und Kaldenhausen zur Gemeinde Rumeln-Kaldenhausen. Der südliche Teil mit der Ortschaft Kaldenhausen unterstand dem Erzbistum Köln, daher das Kurkölnische Kreuz in Silber, während der nördliche Teil mit der Ortschaft Rumeln zur Herrlichkeit Friemersheim gehörte, deren Wappen die drei silbernen Rosen in Blau entnommen wurden. Die Herrlichkeit Friemersheim fiel Ende des 14. Jahrhunderts an die Grafen von Moers. Das Wappen findet sich heute noch (neben dem der anderen 1975 nach Duisburg eingemeindeten Städte) als Glasmosaik im Niederrheinfenster des Duisburger Rathauses am Burgplatz. Außerdem ziert es die Kopfbögen von Rumeln-Kaldenhauser Vereinen.

## Bildung
Es gibt mehrere Kindergärten: der Evangelische Kindergarten (Kirchstraße), die katholischen Kindergärten St. Marien (Dorfstraße) und St. Klara (Böschhof) sowie ein städtischer Kindergarten (Düsseldorfer Straße). Rumeln-Kaldenhausen hat drei Grundschulen (Marienfeldschule, Gerhart-Hauptmann-Schule und die Gemeinschaftsgrundschule Gartenstrasse (Donkschule)) und eine weiterführende Schule: Das Albert-Einstein-Gymnasium (AEG). Bis 2014 gab es die Gemeinschaftshauptschule Schulallee (GHS Schulallee) und bis 2010, die Friedrich-Fröbel-Schule, eine Förderschule für geistig Behinderte, in Kaldenhausen. Sie befindet sich jetzt im benachbarten Rheinhausen.

## Sport
Sportlich bekannt wurde der Stadtteil durch die Frauenfußballmannschaft des FC Rumeln-Kaldenhausen, der sich zunächst in FCR Duisburg 1955 umbenannte, ehe die Abspaltung der Fußballerinnen unter dem Namen FCR 2001 Duisburg erfolgte. Höhepunkte waren der Gewinn des DFB-Pokals (1998, 2009 und 2010), die deutsche Meisterschaft (2000) und der Sieg im UEFA Women’s Cup (2009). Der FCR ist aber mittlerweile auf der rechten Rheinseite im südlichen Stadtteil Hüttenheim beheimatet. Den größten Sportverein bildet der Rumelner TV (RTV) mit rund 3000 Mitgliedern in 8 Abteilungen. Aus den Reihen des RTVs stammt auch die aktuell ranghöchste Mannschaft: die Volleyballer spielen seit der Saison 2011/12 in der zweiten Volleyball-Bundesliga.

## Vereine
- Rumelner Turn-Verein 1900 (RTV)
- Turnverein Kaldenhausen (TVK)
- Handballsportgemeinschaft Vennikel Rumeln Kaldenhausen 1971 (HSG Ve-Ru-Ka)
- Tennisclub Rumeln-Kaldenhausen
- FC Rumeln-Kaldenhausen
- Reit- und Fahrverein Ziethen Trompet 1884 e. V.
- Männer- und Frauenchor Rumeln 1877
- Kulturtreff Alte Dorfschule Rumeln e. V.

Weiterhin von großer sportlicher Bedeutung für den Stadtteil ist die Wasserski-Anlage am Toeppersee an der Grenze zu Rheinhausen. Dort wurde auch der Schwimmbadneubau gebaut. Das Hallenbad in Rumeln-Kaldenhausen wurde wegen Baufälligkeit geschlossen.

## Mundart und Umgangssprache
Rumeln-Kaldenhausen – wie Rheinhausen insgesamt – liegt im limburgischen Mundartraum nördlich der so genannten Uerdinger Linie, die sich vom Rhein kommend über Kempen nach Venlo zieht. 
Die Rheinhausener Mundarten sind sehr vom Moerser „Grafschafter Platt“ beeinflusst, weichen in den einzelnen Ortsteilen aber voneinander ab. Auch zwischen den Dialekten von Rumeln und Kaldenhausen (das bereits in Richtung „Oedingsch Platt“ tendiert) gibt es deutliche Unterschiede.
Allerdings ist die Mundart stark im Schwinden und wird von der jüngeren Generation kaum noch verstanden. Stattdessen setzt sich eine „neue“ Umgangssprache durch, das sogenannte „Niederrhein-Deutsch“, von den Sprachforschern „Regiolekt“ genannt. Es orientiert sich zwar am Hochdeutschen, weist aber spezielle Ausprägungen auf durch die Aufnahme von Ausdrücken Zugewanderter oder Modewörter der Jugendsprache. Auch die Bergmanns-Sprache hat ihre Spuren in der Umgangssprache hinterlassen. Viele kennen den Spruch vom: „… da hasse abber Futtsack dran!“.( Der Ausdruck Futtsack zeigt an, dass irgendetwas „schief gelaufen ist“. Er kommt aus der Zeit, als noch Grubenpferde unter Tage arbeiteten, die bei schwierigen Verhältnissen mit dem „Futtersack“ ruhig gestellt wurden.)

## Bergbau
In Rumeln existierte von 1939 bis 1973 ein Material- und Seilfahrtschacht und in Kaldenhausen ein ausziehender Wetterschacht von 1959 bis 1973. Beide gehörten zum Grubenfeld Fritz, das seinerseits zur Zeche Wilhelmine Mevissen gehörte. Eigentümer war Alfred Krupp, dieser hatte um 1870 die Anteile von Ferdinand Stein aufgekauft. Die Enkelin Bertha Krupp brachte dieses 1903 in eine Gewerkschaft Fritz (100 Kuxe) ein, die unter Mitwirkung der Friedrich Krupp AG entstand. Die Anlagen wurden nach der Betriebseinstellung abgebaut.

## Verkehr

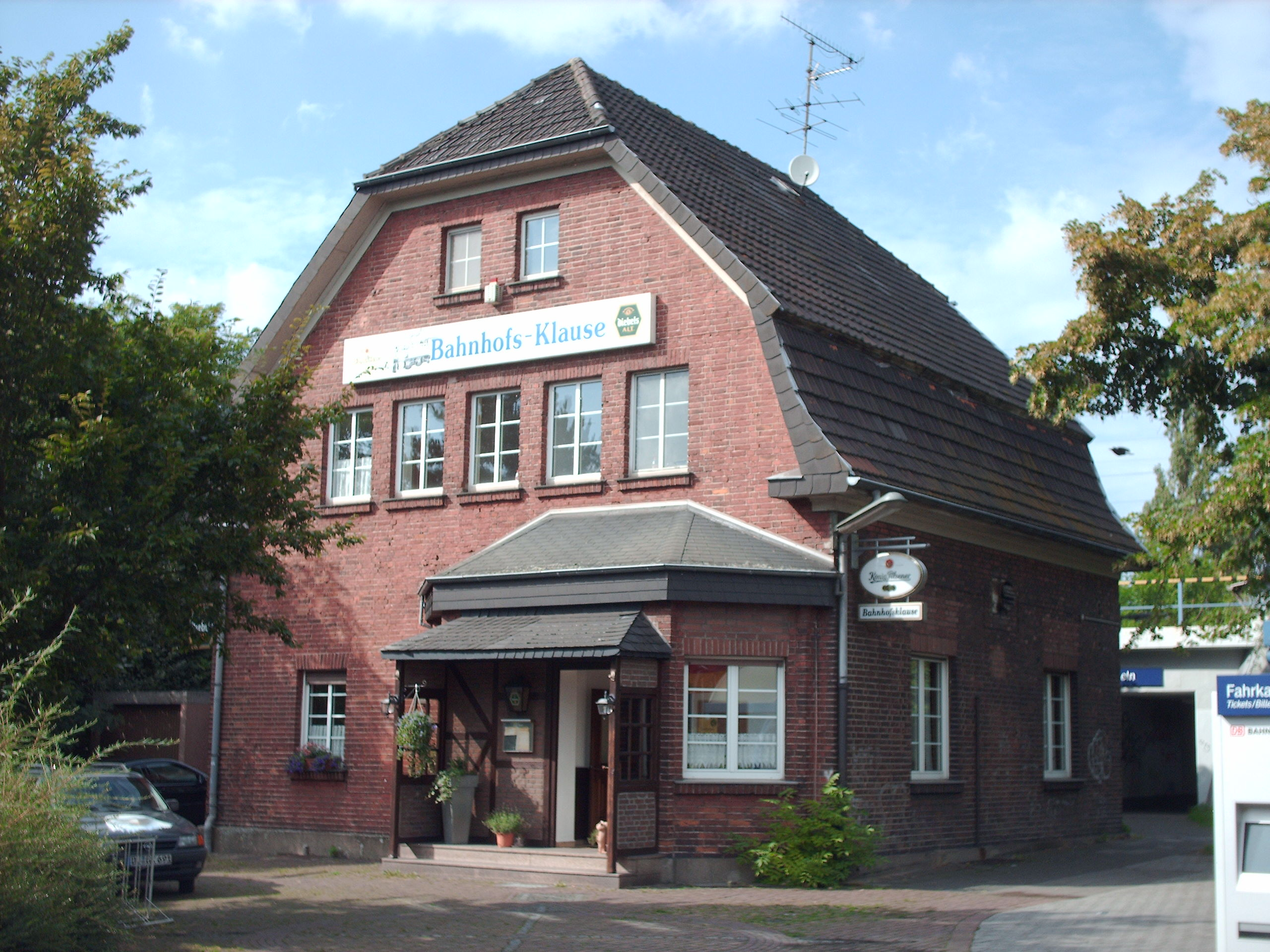
Ehemaliges Empfangsgebäude des Bahnhofs, danach Bäckerei, zurzeit Pizzeria

Rumeln-Kaldenhausen verfügt über den Haltepunkt Rumeln, an dem im Schienenpersonennahverkehr täglich im Stundentakt von Duisburg Hauptbahnhof nach Xanten und montags bis freitags alle 30 Minuten von Duisburg nach Moers die Regionalbahn „Der Niederrheiner“ (RB 31) verkehrt. Durchgeführt wird der Schienenpersonennahverkehr seit dem Fahrplanwechsel am 13. Dezember 2009 durch die NordWestBahn (NWB) mit Dieseltriebwagen vom Typ LINT 41 in Einzel- und Doppeltraktion.
Der Bahnhof Kaldenhausen war ein kleiner Kreuzungsbahnhof an der damaligen Bahnstrecke Uerdingen – Trompet – Baerl mit zwei Weichen, zwei Bahnhofsgleisen und bis zu sechs Hauptsignalen. Er ist 1880 in Betrieb genommen worden und diente dem Personenverkehr bis zum 25. Mai 1961. Da die gesamte Strecke am 1. Oktober 1961 stillgelegt wurde (die Firma Bayer AG erwarb südlich des Bahnhofs Kaldenhausen die stillgelegte Strecke, um das Werksgelände zu vergrößern), wurden auch schnell die Gleise abgebaut.
Derzeit fahren außerdem die Buslinien 923 und 924 und der Schnellbus SB42 über Rheinhausen und Hochfeld nach Duisburg-Mitte. Aufgrund politischer Differenzen zwischen Moers und Duisburg endet und beginnt der SB 42 derzeit an der Haltestelle „An der Coelve“. Die gleichnamige Brücke, welche die beiden Ortschaften verband, wurde im Jahr 2022 aufgrund ihrer altersbedingten Baufälligkeit abgerissen. Die Linie 923 fährt von Duisburg-Mitte weiter über den Kalkweg (MSV-Arena, Sportschule Wedau) zu den Wedau Kliniken (Klinikum Duisburg) und die Linie 924 weiter zur Universität Duisburg-Essen (Nord). Die Schnellbuslinie SB 80 fährt linksrheinisch von Krefeld-Uerdingen über Rumeln nach Moers. Alle Linien halten an der Haltestelle Rumeln Markt, die Linie 923 bedient auch den Rumelner Bahnhofs. Die aus Moers-Kapellen kommende NIAG-Buslinie 3 endet an der Haltestelle Kaldenhausen-Krölls (Übergang zu den Linien 923/924).
Für den gesamten ÖPNV gilt der Tarif des Verkehrsverbundes Rhein-Ruhr und tarifraumüberschreitend der NRW-Tarif.
Rumeln-Kaldenhausen liegt nahe der A 57 (Abfahrt Moers-Kapellen / Rumeln-Kaldenhausen) und der A 40 (Abfahrt Moers-Zentrum). Außerdem kann man über die Landstraße L473n von Kaldenhausen aus auf die A 57 (Richtung Köln und Nimwegen) gelangen. Die Düsseldorfer Straße, die Rumeln-Kaldenhausen in Nord-Süd-Richtung durchschneidet, folgt hier der alten Römerstraße von Köln nach Xanten.